# Thibaudia urbaniana
Thibaudia urbaniana är en ljungväxtart som beskrevs av Hørold. Thibaudia urbaniana ingår i släktet Thibaudia och familjen ljungväxter. Inga underarter finns listade i Catalogue of Life.